# Halhalia
Halhalia és un antic riu de Bangladesh al districte de Mymensingh absorbit pel Brahmaputra si bé resten unes branques als dos costats del Jamuna, la principal al costat oest que corre per prop de 50 km fins a unir-se al Karatoya a Khanpur, i és navegable a la part baixa. A la seva riba hi ha els mercats de Kaliani, Pachibari, Dhunot, Gosainbari i Chandanbasia. Es confon alguna vegada amb un altre riu virtualment absorbit per la mateixa causa, anomenat Manas.